# Рен-ле-Бен
Рен-ле-Бен (фр. Rennes-les-Bains) — коммуна во Франции, находится в регионе Лангедок — Руссильон. Департамент коммуны — Од. Входит в состав кантона Куиза. Округ коммуны — Лиму.
Код INSEE коммуны — 11310.
Термальный курорт с природными горячими источниками, используемыми для лечения ревматизма и некоторых кожных заболеваний.

## Население
Население коммуны на 2008 год составляло 171 человек.
| 1962 | 1968 | 1975 | 1982 | 1990 | 1999 | 2008 |
| ---- | ---- | ---- | ---- | ---- | ---- | ---- |
| 177  | 192  | 192  | 194  | 221  | 159  | 171  |

## Экономика
В 2007 году среди 115 человек в трудоспособном возрасте (15—64 лет) 88 были экономически активными, 27 — неактивными (показатель активности — 76,5 %, в 1999 году было 59,6 %). Из 88 активных работали 58 человек (32 мужчины и 26 женщин), безработных было 30 (15 мужчин и 15 женщин). Среди 27 неактивных 4 человека были учениками или студентами, 10 — пенсионерами, 13 были неактивными по другим причинам.

## Города-побратимы
- Ренн (Франция)